# Howard Brenton
Howard John Brenton (Portsmouth, 13 dicembre 1942) è un drammaturgo e sceneggiatore britannico.

## Biografia
Figlio del poliziotto (successivamente ministro del culto metodista) Donald Henry Brenton e di sua moglie Rose Lilian (nata Lewis) studiò alla Chichester High School For Boys e letteratura inglese al St Catharine's College di Cambridge. Nel 1964 ottenne la Chancellor's Gold Medal per la poesia. Mentre era a Cambridge scrisse la commedia, Ladder of Fools che venne rappresentata all'ADC Theatre assieme a "Hello-Goodbye Sebastian" di John Grillo nell'aprile del 1965 e all'Oxford Playhouse nel giugno dello stesso anno. Eric Shorter del The Daily Telegraph scrisse: "Rappresentabile, avvincente, torbido e lunatico: quante volte lo si dire di un nuovo lavoro messo in scena a Londra, per non parlare del lavoro di uno studente ..."  La sua opera in un atto, It's My Criminal, venne rappresentata al Royal Court Theatre nel 1966.
Nel 1968 entrò a far parte del Brighton Combination come autore e attore e nel 1969 venne cooptato nel Portable Theatre (fondato da David Hare e Tony Bicat), per il quale scrisse Christie in love, rappresentato al Royal Court's Theatre Upstairs (1969) e Fruit (1970). Scrisse ancora Winter, Daddykins (1966), Revenge per the Royal Court Theatre Upstairs; e il trittico Heads, Gum & Goo e The Education of Skinny Spew (1969). a questi seguirono Wesley (1970); Scott of the Antarctic e A Sky-blue Life (1971); Hitler Dances, How Beautiful With Badges, e un adattamento di Measure for Measure (1972).
Nel 1973 Brenton e David Hare ricevettero una commissione da Richard Eyre per scrivere un grande lavoro per il Nottingham Playhouse. "Il risultato fu Brassneck, che offriva una satira esilarante su una panoramica dell'Inghilterra dal 1945 ad oggi, raffigurante meteorici alti e bassi di una famiglia egoista delle Midlands ... dal cantare Bandiera Rossa nel 1945 all'agire come un canale per il mercato della droga orientale nei decadenti anni settanta." - Michael Billington (2007). Brassneck fu seguita, un anno dopo, da The Churchill Play, nuovamente messa in scena da Richard Eyre al Nottingham Playhouse (1974), un altro esempio del crescente conflitto tra sicurezza e libertà, aprendo con l'immagine di un morto (Winston Churchill) che si alza dal catafalco nella Westminster Hall. La commedia di Brenton "ha offerto una visione immaginativa di un futuro in cui le libertà fondamentali dell'uomo sarebbero ridotte da parte dello Stato. Come spesso accade, il drammaturgo ha visto cose che gli altri non hanno fatto".
Un suo ulteriore successo fu Weapons of Happiness, su uno sciopero in una fabbrica nel sud di Londra, commissionato dal National Theatre per il suo nuovo Lyttelton Theatre e il primo lavoro commissionato per il South Bank home. Rappresentato da Hare nel luglio 1976, vinse il premio Evening Standard come miglior commedia.
Brenton divenne noto con The Romans in Britain, rappresentato per la prima volta al National Theatre nell'ottobre 1980, che illustrava le analogie tra l'invasione romana della Britannia nel 54 a.C., e la presenza militare britannica in Irlanda del Nord. Ma la politica ignorò il suo lavoro. Invece venne stigmatizzato l'oltraggio morale incentrato su una scena di stupro anale tentato da un sacerdote druido (interpretato da Greg Hicks), catturato da un centurione romano (Peter Sproule). Ciò determinò una querela da parte di Mary Whitehouse contro il regista del lavoro, Michael Bogdanov, ma l'accusa della Whitehouse venne ritirata dai suoi stessi legali quando divenne evidente che non avrebbe avuto successo.
Il tema della commedia politica del 1985, Pravda, diretta ancora da David Hare, venne descritto da Michael Billington in The Guardian il 3 maggio 1985 come: "il rapace accaparramento di interi compartii della stampa britannica da parte di un duro imprenditore sudafricano, Lambert Le Roux .... superbamente interpretato da Anthony Hopkins che pronuncia ogni frase con precisi eccessi Afrikaans dell'articolazione dei testi come se il resto del mondo fosse costituito da idioti." L'obiettivo della satira fu generalmente accettato come essere l'imprenditore australiano Rupert Murdoch e il suo impero News International, ma il principale punto interrogativo del dramma era sui pericoli per la società e lo stato di una monopolistica proprietà dei media.
Nel 2008 la maggior parte dei critici teatrali espresso sorpresa che Brenton, noto come un duro di sinistra, autore con Tariq Ali di diversi stralii anti-sistema, avesse scritto una commedia biografica su Harold Macmillan, Never So Good, data al National Theatre, che sembrava del tutto in sintonia con l'ex primo ministro Conservatore. Si è forse dimenticato che Brenton, poco prima, aveva scritto una commedia impegnativa sulla figura biblica di San Paolo e un'agile storia d'amore tra il teologo del XII secolo Pietro Abelardo e la sua attraente giovane studente Eloisa, suggerendo un allargamento della visione politica di Brenton se non una conversione di Damasco. Ma si può anche notare che l'interpretazione centrale di Jeremy Irons non era focalizzata su Macmillan come politico scaltro e opportunista ma sulla sua imperturbabile educazione e fascino, un vecchio Etoniano con un profondo senso di decoro che alla fine perde la sua strada in un mondo dai valori rapidamente mutevoli.
Sposò Jane Margaret Fry nel 1970 ed insieme ebbero due figli.

## Opere

### Commedie
- Ladder of Fools, Cambridge University Actors, ADC Theatre, Cambridge (1965)
- Christie in Love, Portable Theatre, Royal Court Theatre Upstairs (1969)
- Gum and Goo, Brighton Combination (1969); RSC at the Open Space Theatre (1971)
- Revenge, Royal Court Theatre Upstairs (1969)
- Heads, University of Bradford Drama Group (1969); Inter-Action at the Ambience-in-Exile Lunch Hour Theatre Club (1970)
- The Education of Skinny Spew, University of Bradford Drama Group (1969); Inter-Action at the Ambience-in-Exile Lunch Hour Theatre Club (1970)
- Fruit (1970)
- Wesley, Bradford Festival (1970)
- Scott of the Antarctic, Bradford Festival (1971)
- Hitler Dances, Traverse Theatre Workshop (1972)
- Measure for Measure (adattamento), Northcott Theatre (1972)
- Magnificence, Royal Court (1973)
- Brassneck, scritto con David Hare, Nottingham Playhouse (1973)
- The Churchill Play, Nottingham Playhouse (1974); revived by the RSC 1978 and 1988
- The Saliva Milkshake, Soho Poly Lunchtime Theatre (1975)
- Weapons of Happiness, National Theatre, Lyttelton (1976); vincitore del premio Evening Standard 1976; ripresentata dal Finborough Theatre, 2008
- Epsom Downs, Joint Stock Theatre Company (1977)
- Deeds, scritto con Trevor Griffiths, Ken Campbell, e David Hare, Nottingham Playhouse (1978)
- Sore Throats, RSC Donmar Warehouse (1978)
- The Life of Galileo, traduzione da Bertolt Brecht, National Theatre, Olivier (August 1980)
- The Romans in Britain, National Theatre, Olivier (October 1980)
- A Short Sharp Shock, scritto con Tony Howard, Royal Court al Theatre Royal Stratford East (1980)
- Thirteenth Night, RSC Donmar Warehouse (1981)
- Danton's Death, traduzione da Georg Büchner, National Theatre, Olivier (July 1982)
- Conversations in Exile, adattamento da Brecht, Foco Novo (1982)
- The Genius, Royal Court (1983)
- Sleeping Policemen, scritto con Tunde Ikoli, Foco Novo, Hemel Hempstead then Royal Court (1983)
- Bloody Poetry, Foco Novo, Hampstead Theatre (1984); Royal Court (1987)
- Pravda, scritto con David Hare, National Theatre, Olivier (1985); voncitore del Evening Standard Award 1985
- Greenland, Royal Court (1988)
- H.I.D. (Hess is Dead), RSC, Almeida Theatre (1989)
- Iranian Nights with Tariq Ali, Royal Court (1989)
- Moscow Gold with Tariq Aii, RSC Barbican Theatre (1990)
- Berlin Bertie, Royal Court (1992)
- Faust Parte 1 e 2, traduzione da Johann Wolfgang von Goethe, RSC Swan Theatre, Stratford-upon-Avon (September 1995); RSC The Pit (September 1996)
- Ugly Rumours, with Tariq Ali, Tricycle Theatre (1998)
- Collateral Damage con Tariq Ali and Andy de la Tour, Tricycle Theatre (1999)
- Snogging Ken con Tariq Ali and Andy de la Tour, Almeida Theatre (2000)
- Kit's Play, RADA Jerwood Theatre, (2000)
- Paul, National Theatre, Cottesloe (November 2005) , Olivier nomination for Best Play
- In Extremis, Shakespeare's Globe (2006) , revived 2007
- Never So Good, National Theatre, Lyttelton (2008)
- Anne Boleyn, Shakespeare's Globe (2010)
- Danton's Death, National Theatre, Olivier (2010), a traduzione da Georg Büchner
- The Ragged Trousered Philanthropists, Liverpool Everyman e Chichester Festival Theatre (2010)
- 55 Days, Hampstead Theatre (2012)
- Drawing the Line, Hampstead Theatre (2013)
- Doctor Scroggy's War, Shakespeare's Globe, (2014)

### Libri
- Diving for Pearls (novel), Nick Hern Books (1989) ISBN 978-1-85459-025-1
- Hot Irons (diaries, essays, journalism), Nick Hern Books (1995) ISBN 1-85459-123-1; reissued in an expanded version, Methuen (1998)

### Radio
- Nasser's Eden (1998)

### Libretti
- Playing Away, libretto for Ben Mason's football opera, Opera North and Munich Biennale (1994); revived Bregenz Festival (2007)

### Sceneggiature
- Lushly (1972)
- The Saliva Milkshake, BBC (1975)
- The Paradise Run, Thames TV (1976)
- Desert of Lies, BBC Play for Today (1984)
- Dead Head, BBC 4-part series (1986)
- Spooks, BBC drama series (2002–2005), fourteen episodes; BAFTA Best Drama Series 2003
  - "Traitor's Gate"
  - "The Rose Bed Memoirs"
  - "Mean, Dirty, Nasty" (with David Wolstencroft)
  - "Nest of Angels"
  - "Blood & Money"
  - "I Spy Apocalypse"
  - "Smoke & Mirrors"
  - "Project Friendly Fire"
  - "The Sleeper"
  - "Who Guards the Guards" (with Rupert Walters)
  - "Celebrity"
  - "Road Trip"
  - "The Russian"
  - "Diana"

## Premi
- Evening Standard Award for best play 1976, for Weapons of Happiness
- Evening Standard Award for best play 1985, for Pravda
- Whatsonstage.com Theatregoers' Choice Award for best new play 2011, for Anne Boleyn